# 카오스 컴퓨터 클럽
카오스 컴퓨터 클럽(Chaos Computer Club, 약칭 CCC)은 독일의 보안 해커 그룹이다. 해커를 위한 플랫폼이자 정보 교환의 장이 되는 것을 목표로 한다. 다양한 분야의 정보 보안을 다루는 가장 큰 비정부 기구 중 하나이다. 클럽에 의하면 "정보화 사회에는 전 세계 인류가 방해받지 않고 통신할 수 있는 정보의 자유권이 보장되어야 하며, 이에 따라서 정보가 국경을 자유롭게 넘나들고 사회와 개인에게 끼치는 영향을 집중적으로 다룬다". 이 목적에 동의하는 누구나 회원으로 등록할 수 있으며, 회비를 지불하는 회원 수는 5500명 이상이다. 독일 법적으로 등록된 등록협회(Eingetragener Verein)이며, 본부는 함부르크에 있다. CCC에 회원으로 등록하는 것과 그룹 내의 활동은 별개이다.

## 구조와 주관 행사

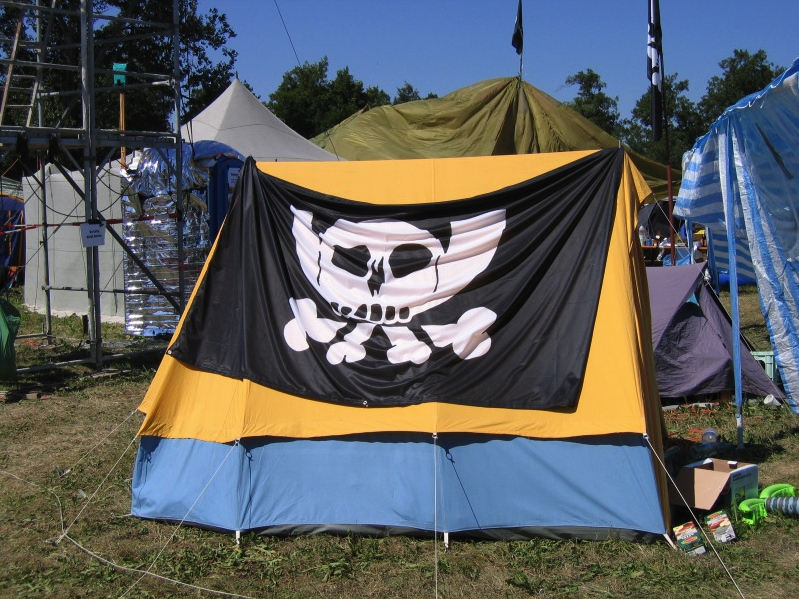
카오스 커뮤니케이션 캠프에 설치된 페스트 나팔(Pesthörnchen) 깃발

CCC e.V.는 "전 우주적 생명체의 모임"(galaktische Gemeinschaft von Lebewesen)을 지향하며, 여러 지역별 그룹으로 분산되어 있다. 작은 그룹은 Chaostreff, 활동적인 큰 그룹은 Erfa-Kreise(Erfahrungsaustauschkreise)라고 불린다.
1984년부터 매 년마다 카오스 커뮤니케이션 콩그레스(Chaos Communication Congress)를 개최하고 있다. 1999년과 2003년 여름에 카오스 커뮤니케이션 캠프(Chaos Communication Caps)를 알트란트스베르크(Altlandsberg)에서 개최하였다. 1999년 당시 참가 인원은 약 1500명이었고 당시 세계 최대의 LAN 파티가 열렸다. 4년 후 2007년에는 피노푸르트(Finowfurt)의 항공 박물관 부지, 2015년에는 밀덴베르크 벽돌 공장 공원(Ziegeleipark Mildenberg)에서 개최했다. 캠프와 콩그레스 모두 전 세계 규모로 개최하는 행사이므로 주 사용 언어는 영어이며 유럽의 해커 파티(Die europäische Hacker-Party)라는 별명을 가지고 있다. 행사에서는 기술 및 사회 정치에 관한 발표 이외에도 록피킹과 같은 다양한 워크숍이 동시에 열린다.
2001년부터 2007년까지 하노버에서 개최되었던 세빗 박람회에서 CCCeBIT 상을 수여했다. 1990년대 초반에 도이체 텔레콤의 박람회 전시장에서 집회를 열었던 것을 기원으로 한다. 표현의 자유, 정보 보호, 정보 자기 결정권을 침해하는 것으로 비친 기업이나 단체에 수상하는 상이었다. 대중 감시를 비판하는 집회인 공포 대신 자유(Freiheit statt Angst)에도 참여한다.

### 지역별 행사
2001년부터 부활절 시기에는 지역별 그룹에서 소규모 워크숍을 표방하는 이스터헤그(Easterhegg) 행사를 개최한다. 2002년부터는 카를스루에 지역 클럽에서 Gulaschprogrammiernacht 행사, 에를랑겐 지역 클럽에서 소규모 해커 캠프인 Intergalaktische Club-Mate Party(ICMP) 행사를 개최한다. 2004년부터는 드레스덴 지역 클럽에서 이틀간의 행사인 Datenspuren을 개최한다. 2016년부터 오스트리아 빈 지역 클럽에서는 PrivacyWeek 행사를 개최한다.

## 출판물, 라디오, 팟캐스트
비정기 간행물로 디 다텐슐로이더, 데이터 세계 여행자를 위한 안내서(Die Datenschleuder, das wissenschaftliche Fachblatt für Datenreisende)를 발행한다. 1980년대에는 해커 성경(Hackerbibel)을 2권 발행했으며, 당시의 해커 문화를 다루는 종합 간행물의 성격을 가지고 있었다. 1989년부터 1992년까지 독일어권의 최초 전자 잡지였던 칼리스티(Chalisti)를 발행했다. 해커 성경과 2000년 이전 다텐슐로이더 발행분은 전산화되어 있으며 Chaos-CD를 통해서 발행한다. 제 21회 카오스 커뮤니케이션 콩그레스(2004년)부터는 프로시딩을 발행하고 있다.
1995년부터 포츠담에 있는 프리츠 라디오 방송을 통해서 카오스라디오(Chaosradio) 프로그램을 방송하고 있다. 매월 마지막 목요일의 Blue Moon 방송의 한 코너로 방송되었다가, 2019년 1월 프리츠 방송국의 프로그램 재배정으로 온라인으로만 방송하고 있다. CCC의 다른 라디오 방송은 다름슈타트의 C-RaDaR, 울름의 /dev/radio, 카를스루에의 Radio Chaotica, 프라이부르크임브라이스가우의 Freibyte, 마인츠의 Fnordfunk, 드레스덴의 Pentaradio, 에센의 Sibyllinische Neuigkeiten, 빈의 Nerds on Air, 취리히의 Hackerfunk가 있다. 카오스라디오 팟캐스트를 통해서도 해당 프로그램을 청취할 수 있다.
이 외에도 트위터와 블로그를 통해서도 정보를 제공하고 있다.

## 조직 형태
1999년 카오스 커뮤니케이션 캠프를 진행하기 위한 회사로 카오스 컴퓨터 클럽 행사 진행 유한회사(Chaos Computer Club Veranstaltungsgesellschaft mbH)를 설립했으며, 2006년부터 팀 프리트로베(Tim Pritlove)가 회장을 맡고 있다. 설립 이후 CCC에서 주최하는 행사는 해당 유한회사가 관리한다. 등록협회의 명예회장은 콘스탄체 쿠어츠(Constanze Kurz)가 맡고 있다.
2003년부터 비영리재단인 바우 홀란트 재단(Wau Holland Stiftung)이 CCC와 협력하고 있다.
대형 지역 조직 Erfa-Kreis는 클럽 헌장에 등록되어 있으며 고정 공간이 있는 지역 협회로 등록되어 있다. 2017년 기준 독일 괴팅겐, 다름슈타트, 뒤셀도르프, 마인츠/비스바덴, 만하임, 뮌헨, 밤베르크, 베를린, 뷔르츠부르크, 슈투트가르트, 아헨, 에를랑겐/뉘른베르크/퓌르트, 에센, 울름, 카를스루에, 카셀, 카이저슬라우테른, 쾰른, 파더보른, 프라이부르크, 프랑크푸르트 암 마인, 하노버, 함부르크, 오스트리아 빈(C3W), 스위스 취리히(CCCZH)에 설치되어 있다. 소형 지역 조직 Chaostreff는 회원들의 자발적인 모임이며 별도로 등록되어 있지 않다.
CCC는 검열에 반대하고 정보의 자유와 개인 정보 보호를 주장하는 단체와 자주 협력한다. 독일 아마추어 라디오 클럽(DARC)의 지역 조직 D23은 CCC와 연계된 아마추어 라디오 조직이며, Chaoswelle라고도 불린다.

### 카오스 컴퓨터 클럽 프랑스
1989년부터 1993년까지 프랑스에 카오스 컴퓨터 클럽 프랑스(Chaos Computer Club France, CCCF)가 존재했다. 프랑스 정보 기관인 국토감시국(Direction de la surveillance du territoire)의 조직원인 장뤽 델라쿠어(Jean-Luc Delacour)의 지도 하에 장베르나르 콘다(Jean-Bernard Condat)에 의해 설립 및 관리되었다. 주 목표는 프랑스의 해커 커뮤니티를 관찰하고 정보를 수집하는 것이었다. CCCF는 1993년 1월 4일부터 8월 5일까지 자체적인 잡지 Chaos Digest (ChaosD)의 73개 호를 발간했다(ISSN 1244-4901).

## 역사

### 창립
CCC는 1981년 9월 12일 서베를린의 디 타게스차이퉁(Die Tageszeitung, tag) 신문 편집실에 있었던 코무네 I(Kommune I)의 공간에서 창립되었다 그 다음 해 창립 회원이었던 바우 홀란트(Wau Holland), 클라우스 슐라이시에크(Klaus Schleisiek, 별명 Tom Twiddlebit)가 살고 있었던 함부르크로 이전했다. 1984년 초 간행물 디 다텐슐로이더의 창간호를 발행했다. 1984년 중반에는 직접 제작한 모뎀 Datenklo를 공개했다. 당시 독일(서독)의 전화망을 관리하고 있었던 도이체 분데스포스트에서는 사전에 허가받은 모뎀만을 전화망에 연결시킬 수 있도록 했으며, 매우 비싼 가격에 구매하거나 임대해야만 했다. 1985년에 모뎀을 직접 만드는 방법을 해커 성경을 통해서 공개했다.

### Btx 해킹

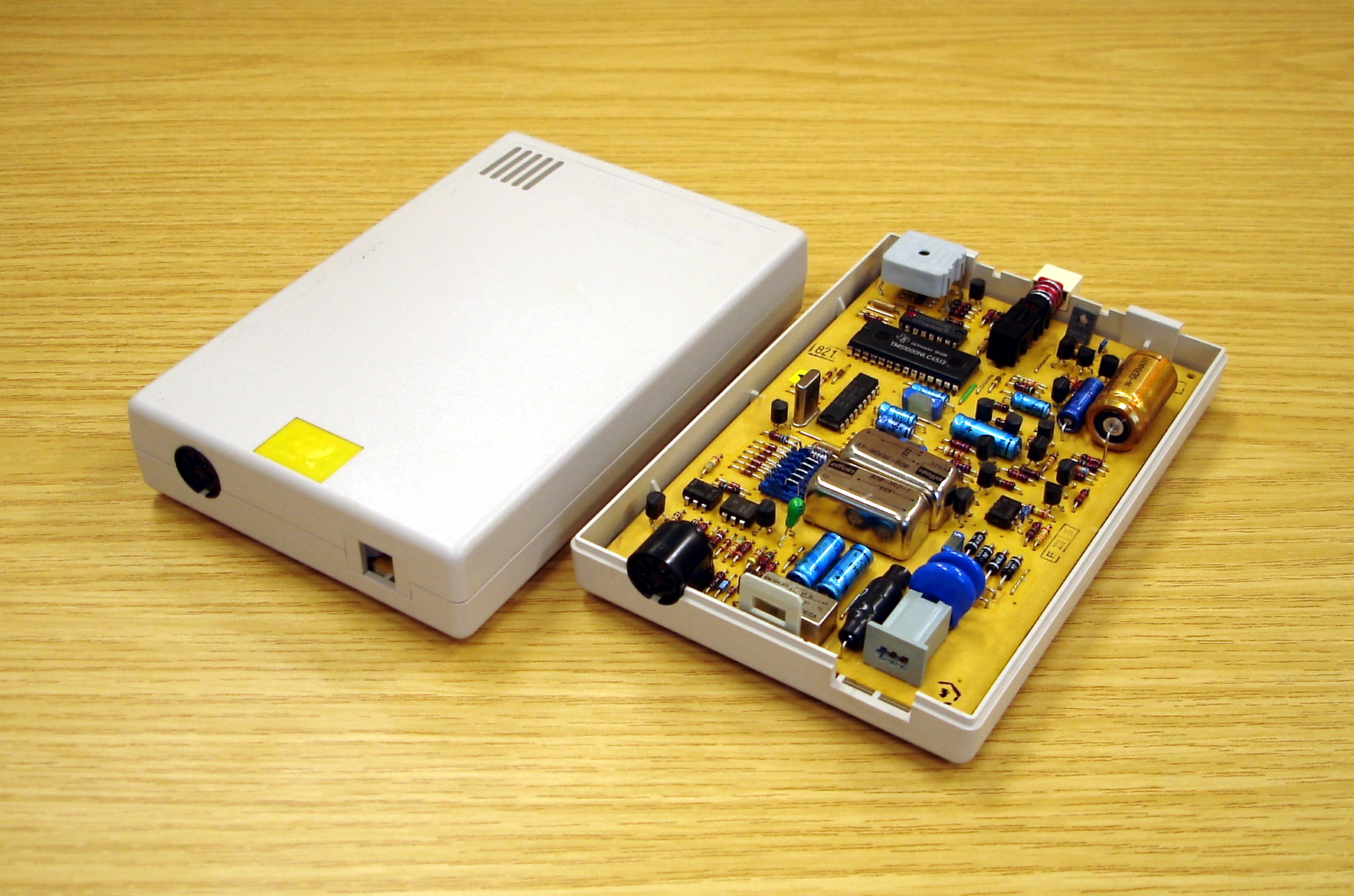
Btx 서비스에 사용했던 모뎀

1984년 11월 19일 Btx 해킹 혹은 Haspa(함부르크 슈파카세) 해킹을 통해서 CCC가 주목을 받기 시작했다. 당시 서독에서 사용했던 통신망이었고, 도이체 분데스포스트에서 안전하다고 홍보했던 Btx 시스템에 있었던 데이터 오버플로 취약점을 통해서 Btx 단말기에서 연결한 IBM 시리즈/1 시스템의 메모리 내용을 엿볼 수 있었다. 메모리 덤프 내용을 분석하다가 함부르크 슈파카세(Haspa) 시스템에 접근할 수 있는 계정 정보를 평문으로 확인할 수 있었다. 해킹이 가능함을 확인한 후 함부르크 슈파카세에 있었던 CCC의 계좌로 135,000 DM를 이체했다. 해킹이 발각된 후 해당 금액은 원래 계좌로 다시 이체되었다.

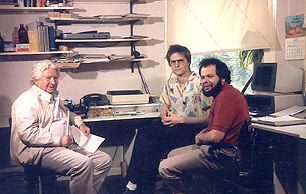
Haspa 해킹 이후 ARD 방송국의 뤼디거 프로스케(Rüdiger Proske, 왼쪽)가 슈테펜 베르네리(Steffen Wernéry, 가운데)와 바우 홀란트(오른쪽)를 인터뷰하는 장면. 해당 인터뷰는 함부르크 에펜도르프에 있는 해킹을 시작한 베르네리의 집에서 이루어졌다.

바우 홀란트가 비슷한 보안 취약점을 제 8회 DAFTA에서 시연했으나, Btx를 관리하고 있었던 분데스포스트에서는 심각하게 생각하지 않았다. 해킹 사건이 발생한 후 함부르크 슈파카세의 의장 베노 쇨러만(Benno Schölermann)은 분데스포스트에서 보장한 Btx 시스템의 안전성을 더 이상 믿을 수 없으며, CCC에서 해킹에 참여했던 사람들의 실력을 확인했다고 밝혔다. 해킹 사건을 계기로 독일 연방 개인정보보호법(Bundesdatenschutzgesetz)의 개정에 CCC 구성원들이 참여하게 되었다.
Btx 해킹 사건 이후에 현재까지 알려진 해킹 정보와 새로운 해킹 방법을 공유할 수 있는 모임 개최 열기가 높아졌다. 1984년 12월 함부르크 아이델슈테트의 아이델슈테트 회관(Eidelstedter Bürgerhaus)에서 최초의 카오스 커뮤니케이션 콩그레스(Chaos Communication Congress)가 개최되었다.

### 포어베르크 소송
1985년부터 클럽에서는 정보의 자유라는 목표 하에 클럽에서 운영했던 BTX 사이트에서 논쟁의 소지가 있는 글을 공유하기 시작했다. 당시 사이트에 올라왔던 글 중에는 Michael Alschibaja Theimuras의 1978년 박사 학위 논문 《진공 청소기를 사용한 자위 행위로 인한 음경 손상》(Penisverletzungen bei Masturbation mit Staubsaugern)이 있었다. 해당 논문에는 포어베르크(Vorwerk) 사의 코볼트(Kobold) 청소기를 사용했을 때 음경 손상이 발생한다는 언급이 있었다. 포어베르크 사는 CCC에서 공개한 정보 때문에 자사의 이미지가 훼손될 것을 우려하여 CCC에 50만 마르크의 손해 배상과 BTX 시스템의 관리자였던 도이체 분데스포스트에 사이트 폐쇄를 요구했다. 해당 학위 논문과 자위 행위로 인한 피해자가 실제로 존재했음을 확인한 후 포어베르크 사는 소송을 취하했다.

### 등록협회
1986년 4월 14일 카오스 컴퓨터 클럽 e. V.가 설립되었고 함부르크 지방법원에 협회 제 10940호로 등록했다. 함부르크 세무서에는 자선 단체 상태를 인정하지 않았다. 디 다텐슐로이더 지 60호에서는 협회를 설립한 이유를 다음과 같이 밝혔다. "당시 (NASA/Span 해킹 등으로 인하여) 범죄 행위 수사를 받을 가능성이 증가했으며, 해커 그룹의 범죄 조직화(독일 형법 제 129조)를 막고 수사 방향을 (법적) 단체로 전환해야 할 필요가 생겼다. 현재까지는 이 계획이 잘 진행되고 있다." 등록협회는 다텐슐로이더 지와 새로운 기술 연구의 재정적인 뒷받침이 되어 주었으며, 협회 회장은 해커 커뮤니티의 대변인으로도 활동했다.

### NASA 해킹
NASA와 ESA에서는 세계적인 슈퍼컴퓨터를 연결하는 SPANet(Space Physics Analysis Network, 우주 물리 분석 네트워크) 통신망을 운영하고 있었다. 주로 DEC의 장비에 VMS를 운영 체제로 사용했다. 1986년 미국에서 발견된 VMS의 취약점은 1987년 중반에 유럽에도 알려졌으며, 독일 북부에 거주하는 한 해커에 의해서 통신망에 침입하는 데 사용되었다. 통신망을 통해서 NASA, ESA 외에도 프랑스 원자력 위원회, 각종 대학교 및 연구소의 시스템에 침입할 수 있었다. 초기에는 다른 통신망에 접근할 수 있었던 "해커 운전 학원"으로 알려진 CERN의 시스템의 피해 상황만 알려졌다.
독일 북부의 해커는 상황이 "과열"되자 CCC에 연락했고, 클럽에서는 1987년 8월 연방헌법수호청에 연락했다. 연방헌법수호청에서는 CCC에서 작성한 해커가 "접근"했던 VAX 시스템의 목록을 미국의 CIA와 공유했다. 이후 1987년 9월 스위스 CERN과 프랑스 필립스 지사에서 주장한 범죄 혐의로 독일 연방형사청(BKA)과 프랑스 검찰청에 의해서 압수 수색이 진행되었다. 수사 결과 프랑스 그르노블에 있는 오늘날 탈레스의 일부인 방위 산업체 톰슨의 컴퓨터가 해킹당했고, 시멘트 제조사 라파르주(Lafarge)의 데이터가 삭제되었으며, 필립스의 IC 생산 계획이 탈취당했음이 밝혀졌다.
CCC의 언론 대변인 슈테벤 베르네리(Steffen Wernéry)의 자택을 압수 수색할 때 Sat.1의 중계차가 근처에 있었고, 해당 방송국에서는 압수 수색 현장을 저녁 뉴스로 생중계했다. 1988년 3월 14일 베르네리가 프랑스에서 개최된 정보 보안 학회였던 SECURICOM 88에 참석할 때 필립스 프랑스 지사에서 걸었던 소송 때문에 파리 공항에서 체포되었다. 1988년 5월 20일 석방되어 독일로 귀국할 수 있었다.

### KGB 해킹
NASA 해킹과 비슷한 시기에 KGB 해킹이 진행되었고, 소수의 인원은 두 해킹 모두에 참여했다. 자유 진영의 데이터를 훔쳐서 공산 진영에 팔아 넘기는 행위였다. 해킹의 주도자였던 카를 코흐(Karl Koch)는 마약 중독 치료를 수 차례 받았으며, 헌법수호청 수사 자료에 의하면 1989년 6월 불에 탄 시체로 발견되었다. 해당 해킹 사건을 다룬 책으로 뻐꾸기 알(The Cuckoo's Egg)이 있다. KGB 해킹과 헌법수호청의 수사로 인하여 함부르크에 있었던 클럽 구성원 간의 불화가 점정 커졌다. 그 후 수 년 동안 아무런 조치를 취하지 않은 상태로 시간이 흘렀고, 그 시기에도 연간 카오스 커뮤니케이션 콩그레스는 계속 개최되었다. 다텐슐로이더 지는 연간 4회 발생되었으며, 매년 세빗에서 도이체 분데스포스트(이후 도이체 텔레콤)의 전시관에서 집회를 계속 열었다.

### 독일 재통일
독일 재통일 시기에 CCC는 당시 동독의 해커 그룹과 연락을 시도했다. 대공산권 수출 통제 위원회(CoCom)의 수출 통제 때문에 서방 세계의 기술을 직접 들여오는 것은 불가능했거나 상당한 비용이 소요되었기 때문에, 1980년대 동구권에서는 서방 세계의 컴퓨터를 복제하는 형식으로 자체적인 컴퓨터 기술을 쌓아 가고 있었다. 1990년 2월 동베를린의 포데빌스궁(Palais Podewils)에서 "동서 해커의 통일"을 목표로 이틀 간의 KoKon(Kommunikationskongress, CoCom의 언어 유희) 행사를 개최했다. 카오스 컴퓨터 클럽과 Haus der jungen Talente(HdjT)가 공동으로 주최하는 형태로 개최되었다. 이 시기에 새로운 CCC 베를린 지부가 창립되었다. 재통일 이후 혼란기에 베를린 미테구의 프리드리히슈트라세(Friedrichstraße) 거리에 인접한 건물을 저렴한 가격에 매입하여 클럽 하우스로 사용했다.

### 탈중앙화
함부르크의 중앙 클럽과 생긴 의견의 차이가 90년대 초반부터 점점 커지면서 지역별 그룹이 생기기 시작했다. 베를린에 새로 생긴 CCC 베를린 이외에도 올덴부르크, 뤼베크(한 때 다텐슐로이더 지의 발행 담당), 울름에 새로운 그룹이 생겼다. 1987년 빌레펠트에서는 CCC와 뜻을 같이하는 예술가 레나 탕겐스(Rena Tangens)와 padeluun의 새로운 조직이 생겨났으나, 이들은 목표가 CCC와는 다른 Digitalcourage(당시 FoeBuD) 협회를 설립했다. 이 그룹에서는 독일의 빅 브라더 상(Big Brother Awards)을 주관하며 CCC와는 정보 보호와 감시 분야에서 협력하고 있다. 이 외에도 쾰른이나 하이델베르크 등지에는 과거 대형 그룹 구성원이 사라진 곳에 작은 클럽이 설립되었다.
해커 윤리에는 탈중앙화가 명시되어 있었기 때문에 탈중앙화 과정은 어렵지 않게 진행되었다. 1986년에도 CCC 헌장에서도 독립적인 경험 공유 서클(Erfahrungsaustausch-Kreisen)을 설립할 수 있는 근거가 있었다. 오늘날 남아 있는 지역 클럽간의 "대항전"은 함부르크와 베를린 정도이며, 클럽간 분쟁으로 인해 일부 회원들이 CCC를 탈퇴하는 일도 있었다.

### GSM 해킹

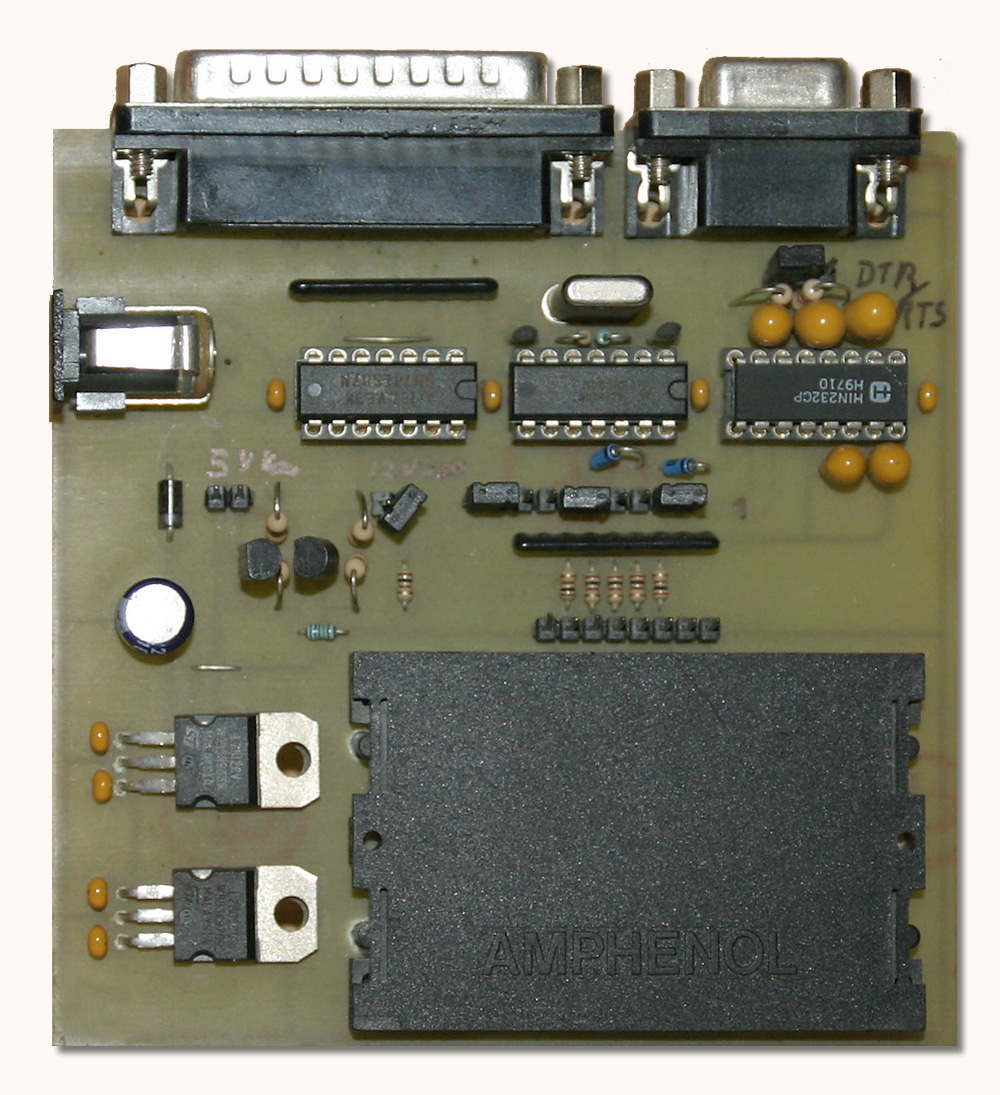
Tron이 발명한 SIM 카드 리더

1997년 말에 GSM 이동통신에서 사용했던 SIM 카드의 암호화 알고리즘이었던 COMP128의 취약점이 발견되었다. 암호화 알고리즘의 취약점을 통해서 SIM 카드를 복제할 수 있었으며 CCC에서는 1998년 초에 시연했다. 복제된 SIM 카드를 사용하면 원래 카드 소유자를 사칭하여 전화를 걸 수 있었으며, 요금 정산 역시 원래 카드 소유자 명의로 진행되었다. SIM 카드의 PIN 코드는 잠금을 풀 때 단 한 번만 입력하면 되었다. 당시 유통되었던 SIM 카드는 허술하게 포장되어 있어서 포장지를 개봉한 다음 PIN 코드를 확인한 후 다시 밀봉한 것처럼 보이게 만들 수 있었다.
새로운 알고리즘을 개발하고 SIM 카드를 교체하는 것 이외의 문제 해결 방법은 없었다. 당시 세계 최대의 SIM 카드 제조사였던 슐름베르커(Schlumberger) 사의 자료에 의하면 2002년에 유통된 SIM 카드 중 약 30%가 보안 취약점이 발견된 COMP128 알고리즘을 사용하고 있었다.

### 블린켄라이트

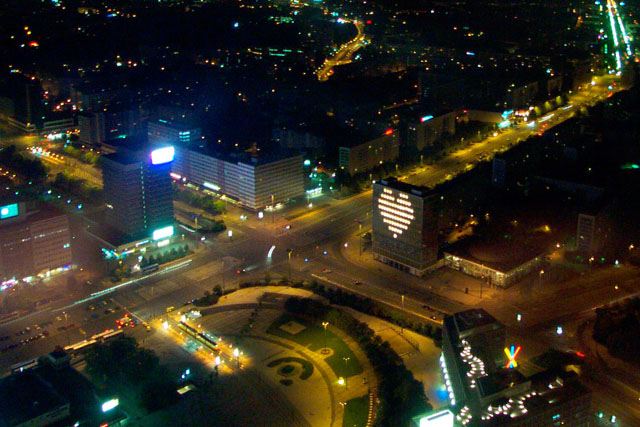
베를린 TV 타워에서 바라보는 블린켄라이트

2001년 클럽 창립 20주년을 기념하는 인터랙티브 조명 행사인 블린켄라이트(Blinkenlights) 행사가 베를린 알렉산더 광장에서 개최되었다. 2002년 10월에는 파리의 프랑스 국립도서관에서 Blinkenlights Arcade 행사를 개최했다. 당시 세계 최대 규모인 3,370 m² 디스플레이를 설치했다. 2008년에는 토론토에서 Blinkenlights Stereoscope 행사를 개최했다.

### 노르트라인베스트팔렌주에서의 인터넷 검열
2001년 가을 뒤셀도르프 현 정부에서는 미디어 기업과 연방주간 협약에 의하여 "원하지 않는" 내용을 인터넷에서 검열할 것이라는 계획을 당시 현 정부의 수장이었던 위르겐 뷔소(Jürgen Büssow)가 발표했다. CCC에서는 2002년 4월 검열을 반대하는 최초의 대중 집회를 열었다. 약 4000명이 뒤셀도르프 구시가를 따라서 뒤셀도르프 성까지 행진했으며 현 청사 앞에서는 위르겐 뷔소와 직접 면담할 것을 요구했다. 붉게 색칠한 LAN 카드와 인터넷 검열에 반대하는 사람들의 서명을 전달했다.

### Nedap 해킹
2006년 12월 CCC의 회원과 네덜란드의 〈우리는 전자 투표기를 신뢰할 수 없다〉(Wij vertrouwen stemcomputers niet) 재단에서는 Nedap에서 제조한 전자 투표기를 조작할 수 있음을 밝혔다. 해킹 사건의 여파로 인하여 독일에서 열렸던 여러 선거에 추가적인 보안 조치가 취해졌다. 콧부스와 같은 작은 지자체에서는 전자 투표기 구매를 보류했고, 네덜란드에서는 전자 투표기 제조사인 SDU, Nedap의 허가가 취소되었다. 해킹의 여파로 인하여 2007년에는 독일 연방헌법재판소에 재검표 요구가 접수되었다. CCC와 "우리는 전자 투표기를 신뢰할 수 없다" 재단에서는 연항번헙재판소의 요청으로 2007년 5월 전자 투표기 해킹에 관한 자료를 공개했다. 공개된 자료에는 이미 알려진 보안 취약점과 새로운 공격 방법이 포함되어 있었고 Nedap의 전자 투표기를 사용하지 않을 것을 추천했다. 2009년 3월 3일 연방헌법재판소에서는 2005년 독일 연방의회 선거에 전자 투표기를 사용한 행위를 위헌으로 결정했다.
2003년 1월 23일 헤센주 헌법재판소에서는 CCC에서 청구한 가명령의 효력이 없다고 결정했고 헤센주 의회 선거에서 전자 투표기 사용을 허용했다. 2008년 1월 27일 헤센주 의회 선거 이후 CCC에서는 헤센주 헌법재판소에 선거 결과에 대한 심의를 요청했다. 심의 결과 재선거를 할 필요가 없다고 결정되었다. 한편 헤센주 내무부에서는 2009년 1월 18일 이후에 개최되는 주 의회 선거에서 전자 투표기 사용을 금지했다. 한편 이와 별개로 함부르크에서 사용했던 광학 스캐너 투표기의 보안 취약점이 공개되었다.

### 지문 인증 시스템 해킹
2008년 3월 당시 독일의 연방 내무부 장관이었던 볼프강 쇼이블레의 지문이 공개되었다. 당시 독일에서 계획되었던 생체 정보를 전자 여권 등의 더 많은 곳에서 사용하려는 계획에 대한 반대 의견 중 하나로 진행되었다. CCC에서는 이를 통해서 다른 사람의 지문을 쉽게 획득할 수 있고 이를 통해서 다른 사람을 사칭할 수 있음을 밝혔다. 볼프강 쇼이블레가 연설했던 연단에 놓여 있었던 물컵에서 지문을 채취할 수 있었다. 쇼이블레는 지문 정보가 도난당했음을 알게 된 후 "내 지문은 기밀 정보가 아니며 누구나 가져갈 수 있다"고 밝혔다.

### 국가 트로이 목마

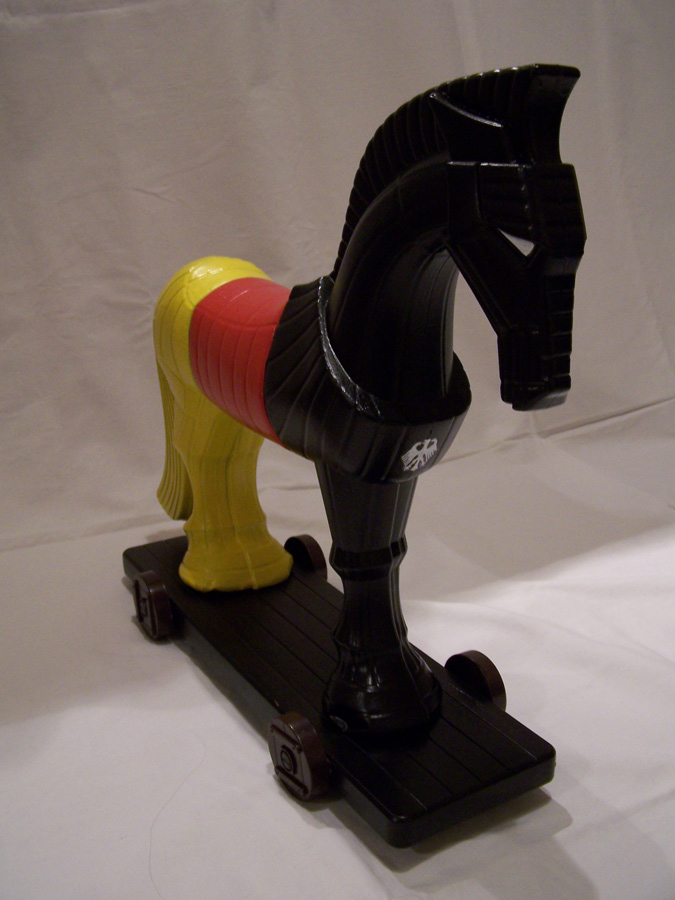
국가 트로이 목마 반대 집회에 사용했던 트로이 목마

2011년 10월 독일에서 사용하는 국가 트로이 목마(Staatstrojaner) 스파이웨어를 입수하여 기술적으로 분석한 자료를 공개했다. 공개된 자료는 바이에른주에서 범죄 수사에 사용했던 스파이웨어였다. CCC의 분석 결과에 의하면 해당 소프트웨어는 기본법에서 허용하고 있는 것 이상의 자료를 수집하고 있었다. 이전에 알려진 것과는 다르게 스파이웨어에 감염된 시스템의 내용을 변경하거나 마이크나 카메라를 통해서 "대규모 도청"을 실시할 수 있음이 밝혀졌다. 소프트웨어 자체의 취약점도 일부 밝혀졌다. 인터넷으로 소프트웨어를 제어하는 채널이 암호화되어 있지 않았으며, 무결성 검사나 인증 절차가 없었다. 따라서 해당 트로이 목마가 설치된 모든 컴퓨터는 사실상 모든 사람에게 취약할 수밖에 없었다. 캡처한 스크린샷이나 녹음 자료의 암호화는 쉽게 복호화할 수 있었으며, 미국에 있는 프록시 서버로 중계되어 전달되었다.
이 트로이 목마의 소스 코드 내부에서 "C3PO-r2d2-POE"라는 문자열이 발견되었기 때문에 R2-D2라는 별명이 붙었다. 또 다른 별명 0zapftis는 옥토버페스트에서 맥주를 개봉할 때 외치는 바이에른어 어구 O'zapft is!에서 왔다. 소포스의 분석에 의하면 트로이 목마의 행동은 2008년 위키리크스에 유출된 독일 주별 형사청과 DigiTask라는 소프트웨어 기업 간의 기밀 자료에 명시된 것과 유사했다. 또 다른 유사성으로는 Skype 캡처 유니트 설치 도구를 뜻하는 scuinst.exe라는 파일 이름에 있었다. 64비트 윈도우용 버전에서는 디지털 서명된 드라이버를 설치했으나 해당 드라이버는 존재하지 않는 CA인 "Goose Cert"에서 발행한 인증서로 서명되었다. DigiTask 사에서는 정부에 스파이 소프트웨어를 판매했음을 시인했다.
독일 연방 내무부에서는 R2-D2 소프트웨어가 독일 연방형사청(BKA)에서 사용되었음을 부인했으나, 각 주별 경찰에서 해당 소프트웨어를 사용했는지 여부는 밝히지 않았다. 연방형사청은 2007년 하드디스크 드라이브를 검색할 수 있는 비슷한 트로이 목마 소프트웨어를 사용했음을 인정했다. 10월 10일 바이에른주 내무부 장관 요아힘 헤르만(Joachim Herrmann)은 해당 소프트웨어가 바이에른에서 개발되었고 바이에른주 수사청에서 사용되었음을 인정했다. 당시 법적으로도 문제가 될 수 있는 상황이었다.

### 전자 투표 해킹
2017년 11월 7일 여러 선거에 사용되는 소프트웨어인 PC-Wahl 10의 분석 결과를 공개했다. 분석 결과에 의하면 여러 보안 취약점이 존재했다. 업데이트 과정, 업데이트 서버 보안, 선거 결과 내보내기 기능에서 취약점이 확인되었다.

## 로고

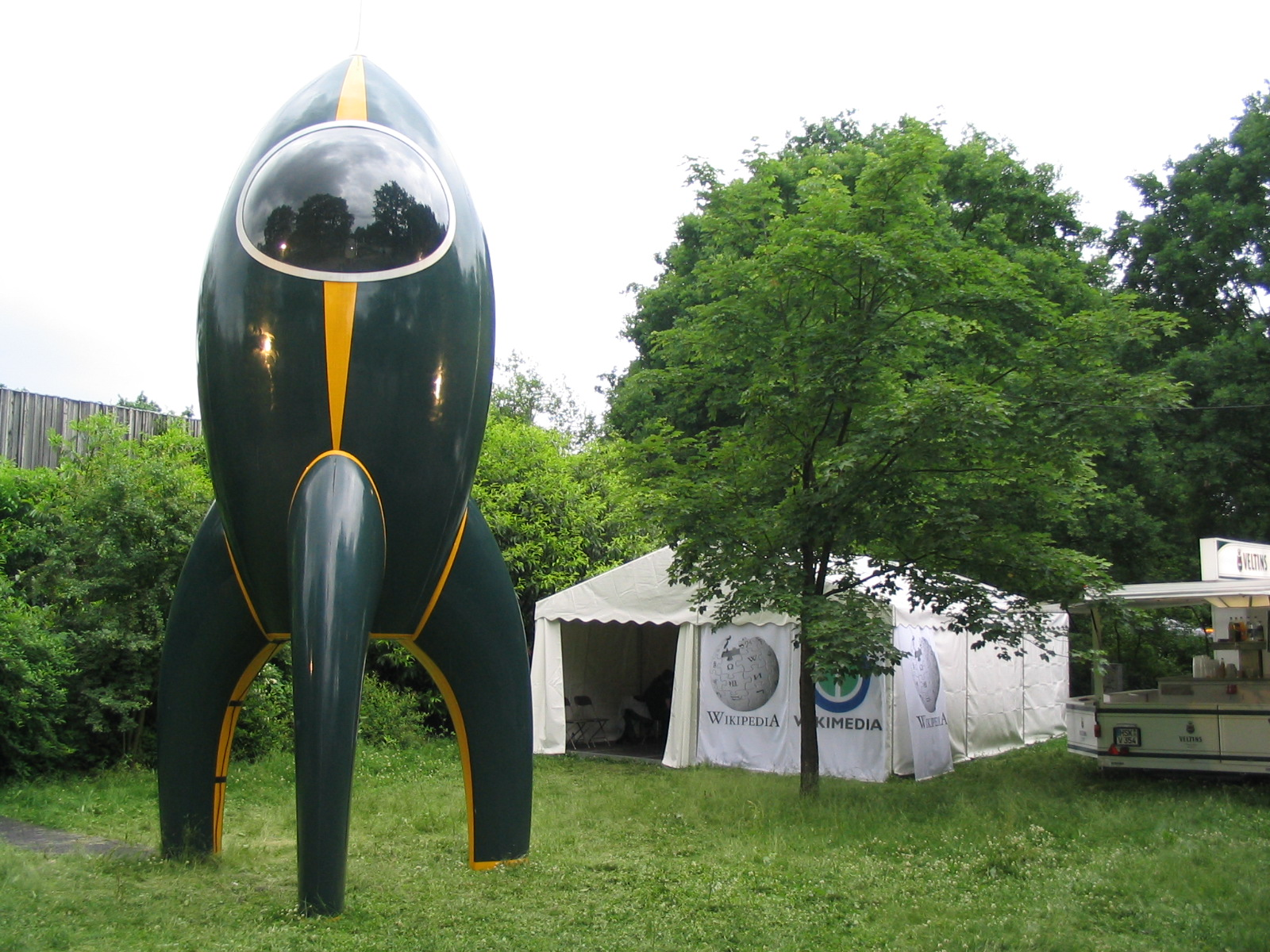
페어리더스트 로켓

CCC에서 사용하는 로고는 크게 세 종류가 있다.
1. 바우 홀란트가 디자인한 카오스 매듭(Chaosknoten) 혹은 데이터 매듭(Datenknoten)은 CCC e. V.의 공식 로고로 사용된다. 도이체 분데스포스트에서 운영했던 케이블 텔레비전 서비스 로고의 변형이다.
2. 커뮤니티 로고로 페스트 나팔(Pesthörnchen) 혹은 데이터 해적(Datenpirat)을 사용한다. 1990년 라인하르트 슈루츠키(Reinhard Schrutzki)가 디자인했으며,[45] 도이체 분데스포스트의 로고(당시에는 통신 업무도 했기 때문에 통신을 상징하는 번개가 포함됨)에 해적기를 합성한 형태이다.
3. 페어리더스트(Fairydust) 로켓은 CCC 행사의 로고로 사용한다. 1999년 제 1회 카오스 커뮤니케이션 캠프 때부터 세 다리가 달린 뚱뚱한 로켓을 로고로 사용했으며, 2003년 제 2회 캠프에서 이름이 정해졌다. 카오스 커뮤니케이션 콩그레스와 다른 행사에도 로켓이 등장한다.

## 같이 보기
- 디지털 정체성
- 해커 문화
- 트론 (해커)

## 참조
1. 1 2  12. September 1981: Gründung des Chaos Computer Club. Deutsche Welle. 2010년 1월 1일 확인.
2. 1 2 3  “Eigendarstellung des CCC auf seiner Homepage”. 2016년 12월 28일에 확인함.
3. ↑  “Eigendarstellung des CCC auf seinem Event-Blog”. 2017년 11월 25일에 확인함.
4. ↑  “Vorstand des CCC auf seiner Homepage”. 2016년 12월 28일에 확인함.
5. ↑  CCC 헌장 서문.
6. ↑  faq, abgerufen am 28. Dezember 2016
7. ↑  Datenspuren
8. ↑  “PrivacyWeek | 22.-28.10.2018 | Volkskundemuseum Wien” (독일어). 2019년 1월 6일에 확인함.
9. ↑  chaosradio.ccc.de, 2016년 12월 28일 확인.
10. ↑  “Sibyllinische Neuigkeiten « Der Podcast des CCC Essen” (독일어). 2019년 7월 20일에 확인함.
11. ↑  베를린 샤를로텐부르크 법원, 2006년 6월 21일 등기 공시
12. ↑  “Kopf der Woche: Constanze Kurz”. 2015년 2월 23일에 원본 문서에서 보존된 문서. 2019년 7월 22일에 확인함. Süddeutsche Zeitung, 2010년 2월 11일 확인.
13. ↑  “Erfa-Kreise” (독일어). 2017년 1월 11일에 확인함.
14. ↑  Chaoswelle Website.
15. ↑  Phrack No. 64, "A personal view of the french underground (1992–2007)", 2007: "A good example of this was the fake hacking meeting created in the middle 1990' so called the CCCF (Chaos Computer Club France) where a lot of hackers got busted under the active participation of a renegade hacker so called Jean-Bernard Condat." (영어)
16. ↑  ZDF heutejournal 1984년 11월 15일: Wau Holland auf der Dafta – Der CCC im „Heute Journal“ des ZDF zum Btx-Hack, 1984년.
17. ↑  http://brennessel.blogsport.de/images/DOKTORARBEIT_Penisverletzungen_bei_Masturbation_mit_Staubsaugern.pdf 보관됨 2011-06-04 - 웨이백 머신.
18. ↑  “Suchanfrage im gemeinsamen Registerportal der Länder”. handelsregister.de – Betreiber Justizministerium NRW. 2016년 12월 16일에 원본 문서에서 보존된 문서. 2010년 12월 17일에 확인함.
19. ↑  《Datenschleuder》 (PDF), 1997년 9월, 26쪽, 2016년 12월 28일에 확인함
20. ↑  Artikel im Spiegel 12/ 1988, 2012년 2월 26일 확인.
21. ↑  Wie man SIM-Karten fälscht. heise online, 2002년 5월 7일. 2010년 1월 1일 확인.
22. ↑  Der Nedap Hack 보관됨 2018-12-13 - 웨이백 머신.
23. ↑  Demonstration der Manipulierbarkeit von Nedap Wahlcomputern.
24. ↑  Cottbus verabschiedet sich von Wahlcomputern heise.de, 2007년 1월 29일.
25. ↑  SDU-Wahlcomputer von niederländischen Parlamentswahlen ausgeschlossen heise.de, 2006년 10월 30일.
26. ↑  “Beschreibung und Auswertung der Untersuchungen an NEDAP-Wahlcomputern” (PDF). 2008년 8월 27일에 원본 문서 (PDF)에서 보존된 문서. 2019년 7월 22일에 확인함. (PDF; 2,4 MB) 2007년 5월 30일.
27. ↑  Einsatz von Wahlcomputern verfassungswidrig 연방헌법재판소 보도 자료.
28. ↑  Das biometrische Sammelalbum. Deutsche Edition 2008, in: Die Datenschleuder. Das wissenschaftliche Fachblatt für Datenreisende, Nr. 92, März/April 2008, S. 57, ISSN 0930-1054
29. ↑  heise online: CCC publiziert die Fingerabdrücke von Wolfgang Schäuble 2008년 3월 29일.
30. ↑  Zeit Online: „Schäubles Zeigefinger gehackt“ 2008년 3월 30일.
31. ↑  Überwachungstrojaner kommt wohl aus Bayern.Zeit Online, 2011년 10월 10일. 2011년 10월 10일 확인.
32. ↑  Chaos Computer Club analysiert Staatstrojaner. 2011년 10월 8일. 2016년 12월 28일 확인.
33. ↑  Basil Cupa, Trojan Horse Resurrected: On the Legality of the Use of Government Spyware (Govware), LISS 2013, pp. 419-428
34. ↑  German federal Trojan eavesdrops on 15 applications, experts find. The R2-D2 surveillance Trojan also has support for 64-bit Windows systems 보관됨 2014-02-01 - 웨이백 머신
35. 1 2 3  “German 'Government' R2D2 Trojan FAQ”. 2011년 10월 10일. 2021년 9월 10일에 원본 문서에서 보존된 문서. 2018년 12월 28일에 확인함.
36. ↑  Leyden, John. “German states defend use of 'Federal Trojan'”. 《The Register》.
37. ↑  Zorz, Zeljka; Editor, Managing (2011년 10월 19일). “Federal Trojan has more capabilities than previously thought”. 《Help Net Security》. 2018년 12월 28일에 확인함.
38. ↑  “Archived copy”. 2014년 2월 1일에 원본 문서에서 보존된 문서. 2014년 1월 26일에 확인함.
39. ↑  “German company behind government spyware admits sale to Bavaria - DW - 11.10.2011”. 《DW.COM》. 2018년 12월 28일에 확인함.
40. ↑  “Trojaner-Affäre bringt bayerischen Minister in Bedrängnis”. 2011년 10월 11일에 확인함.
41. ↑  “Bayerns Innenminister stoppt Trojaner-Einsatz”. 2011년 10월 11일. 2011년 10월 11일에 확인함.
42. ↑  http://www.golem.de/1110/87179.html
43. ↑  “Software zur Auswertung der Bundestagswahl unsicher und angreifbar”. 2018년 3월 11일에 확인함.
44. ↑  “Analyse einer Wahlsoftware” (PDF). 2018년 3월 11일에 확인함.
45. ↑  Pesthörnchen:  “Die Pesthörnchen-Entstehung”. 2008년 2월 1일에 원본 문서에서 보존된 문서. 2019년 7월 22일에 확인함.  라인하르트 슈루츠키 웹 사이트

- Chaos Computer Club (Hrsg.): Die Hackerbibel (총 2권) Grüner Zweig, 1985, ISBN 3-922708-98-6 & ISBN 3-925817-24-7.
- Daniel Kulla: Der Phrasenprüfer. Szenen aus dem Leben von Wau Holland, Mitbegründer des Chaos Computer Clubs. Löhrbach 2003, ISBN 978-3-922708-25-4.
- Wau Holland – Der Tod eines Hackers 보관됨 2015-09-07 - 웨이백 머신(바우 홀란트 - 해커의 죽음)
- Jürgen Wieckmann, Chaos Computer Club: Das Chaos Computer Buch. Hacking made in Germany. Wunderlich, Reinbek 1989, ISBN 978-3-8052-0474-3.
- Thomas Ammann u. a.: Hacker für Moskau. Deutsche Computer-Spione im Dienst des KGB. Wunderlich, Reinbek 1989, ISBN 978-3-8052-0490-3.